# ノーアテンション
ノーアテンション（No Attention、1978年3月1日 - 不明）はフランス生産の競走馬。日本で種牡馬となり天皇賞2回（秋・春の連覇）、菊花賞などを勝ったスーパークリークなどを輩出した。

## 経歴

### 競走馬時代
現役時代は33戦中2着が14回と勝ちきれないところがあった。1982年、2着となったドーヴィル大賞 (G2) の勝ち馬は日本でリーディングサイアーに輝いたリアルシャダイである。距離適性は中長距離でスタミナ豊富なステイヤーだった。また、約1年7カ月間の現役期間で33戦を消化し、1982年10月には凱旋門賞からロワイヤルオーク賞まで4連闘するなど、タフな馬であった。

### 種牡馬時代
引退後は日本にて種牡馬生活を送る。産駒には天皇賞秋・春、菊花賞等を勝ったスーパークリーク、天皇賞春2着のミスターアダムス、日経賞を勝ったテンジンショウグンなどがいる。産駒には晩成のステイヤーが多かった。1999年7月付で用途変更となり、その後の消息は不明。

## 競走成績
- - 1着　マルセイユ・ヴィヴォー大賞（2700メートル）、リュー賞（2500メートル）
  - 2着　オイロパ賞（2400メートル）、ドーヴィル大賞（2500メートル）、コンセイユ・ド・パリ賞（2400メートル）、モーリス・ド・ニュイ賞（2500メートル）、フォワ賞（2400メートル）
  - 4着　ロイヤルオーク賞（3100メートル）
  - 6着　凱旋門賞（2400メートル）

## 主な産駒
- 1985年産
  - スーパークリーク（天皇賞・春、天皇賞・秋、菊花賞、京都大賞典2回、産経大阪杯）
- 1988年産
  - モガミナイン（スプリングステークス）
  - ウエルテンション（東京シティ盃）
- 1990年産
  - テンジンショウグン（日経賞）
- 1995年産
  - エアフライト（新潟皐月賞）

### ブルードメアサイアーとしての主な産駒
- 1993年産
  - ダイワテキサス（父トロメオ、オールカマー、中山記念、関屋記念2回、新潟記念）
- 1994年産
  - ヒットパーク（父パークリージェント、道営記念、赤レンガ記念）
- 1996年産
  - テイエムサンデー（父サンデーサイレンス、シルクロードステークス）
- 1997年産
  - トーホウドリーム（父メジロライアン、産経大阪杯）
- 1998年産
  - サクセスストレイン（父ティッカネン、クイーンカップ）
- 2001年産
  - ホクセツガーデン（父トワイニング、園田ダービー）

## 血統表
| ノーアテンションの血統     | ノーアテンションの血統               | ノーアテンションの血統               | （血統表の出典）                     | （血統表の出典） |
| 父系                       | ニジンスキー系（ノーザンダンサー系） | ニジンスキー系（ノーザンダンサー系） | ニジンスキー系（ノーザンダンサー系） | [ § 2 ]          |
| 父 Green Dancer 1972 鹿毛  | 父の父Nijinsky                       | Northern Dancer                      | Nearctic                             | Nearctic         |
| 父 Green Dancer 1972 鹿毛  | 父の父Nijinsky                       | Northern Dancer                      | Natalma                              |                  |
| 父 Green Dancer 1972 鹿毛  | 父の父Nijinsky                       | Flaming Page                         | Bull Page                            | Bull Page        |
| 父 Green Dancer 1972 鹿毛  | 父の父Nijinsky                       | Flaming Page                         | Flaring Top                          |                  |
| 父 Green Dancer 1972 鹿毛  | 父の母Green Valley                   | Val de Loir                          | Vieux Manoir                         | Vieux Manoir     |
| 父 Green Dancer 1972 鹿毛  | 父の母Green Valley                   | Val de Loir                          | Vali                                 |                  |
| 父 Green Dancer 1972 鹿毛  | 父の母Green Valley                   | Sly Pola                             | Spy Song                             | Spy Song         |
| 父 Green Dancer 1972 鹿毛  | 父の母Green Valley                   | Sly Pola                             | Ampola                               |                  |
| 母 No No Nanette 1973 芦毛 | 母の父Sovereign Path                 | Grey Sovereign                       | Nasrullah                            | Nasrullah        |
| 母 No No Nanette 1973 芦毛 | 母の父Sovereign Path                 | Grey Sovereign                       | Kong                                 |                  |
| 母 No No Nanette 1973 芦毛 | 母の父Sovereign Path                 | Mountain Path                        | Bobsleigh                            | Bobsleigh        |
| 母 No No Nanette 1973 芦毛 | 母の父Sovereign Path                 | Mountain Path                        | Path of Peace                        |                  |
| 母 No No Nanette 1973 芦毛 | 母の母Nuclea                         | Orsini                               | Ticino                               | Ticino           |
| 母 No No Nanette 1973 芦毛 | 母の母Nuclea                         | Orsini                               | Oranien                              |                  |
| 母 No No Nanette 1973 芦毛 | 母の母Nuclea                         | Nixe                                 | Arjaman                              | Arjaman          |
| 母 No No Nanette 1973 芦毛 | 母の母Nuclea                         | Nixe                                 | Nanon                                |                  |
| 母系(F-No.)                | 4号族(FN:4-r)                        | 4号族(FN:4-r)                        | 4号族(FN:4-r)                        | [ § 3 ]          |
| 5代内の近親交配            | Nearco5×5=6.25%                      | Nearco5×5=6.25%                      | Nearco5×5=6.25%                      | [ § 4 ]          |
| 出典                       | 1. 2. 3. 4.                          | 1. 2. 3. 4.                          | 1. 2. 3. 4.                          | 1. 2. 3. 4.      |

父グリーンダンサーは1991年フランスのリーディングサイアー。20年間多くの活躍馬を輩出した。産駒にスワーヴダンサー（凱旋門賞、ジョッケクルブ賞、アイリッシュチャンピオンステークス）や日本のエイシンプレストン（朝日杯3歳ステークス、香港マイル、クイーンエリザベス2世カップ2回）がいる。
曾祖母の仔にドイツの名馬ネッカーNeckar（ウニオンレネン、ドイツダービー、ヘンケルレネン、シャンティ賞）。父ティチノTicinoはドイツで9度リーディングサイアー、ノーアテンションの母母父父でもある。